# بطانة (خياطة)

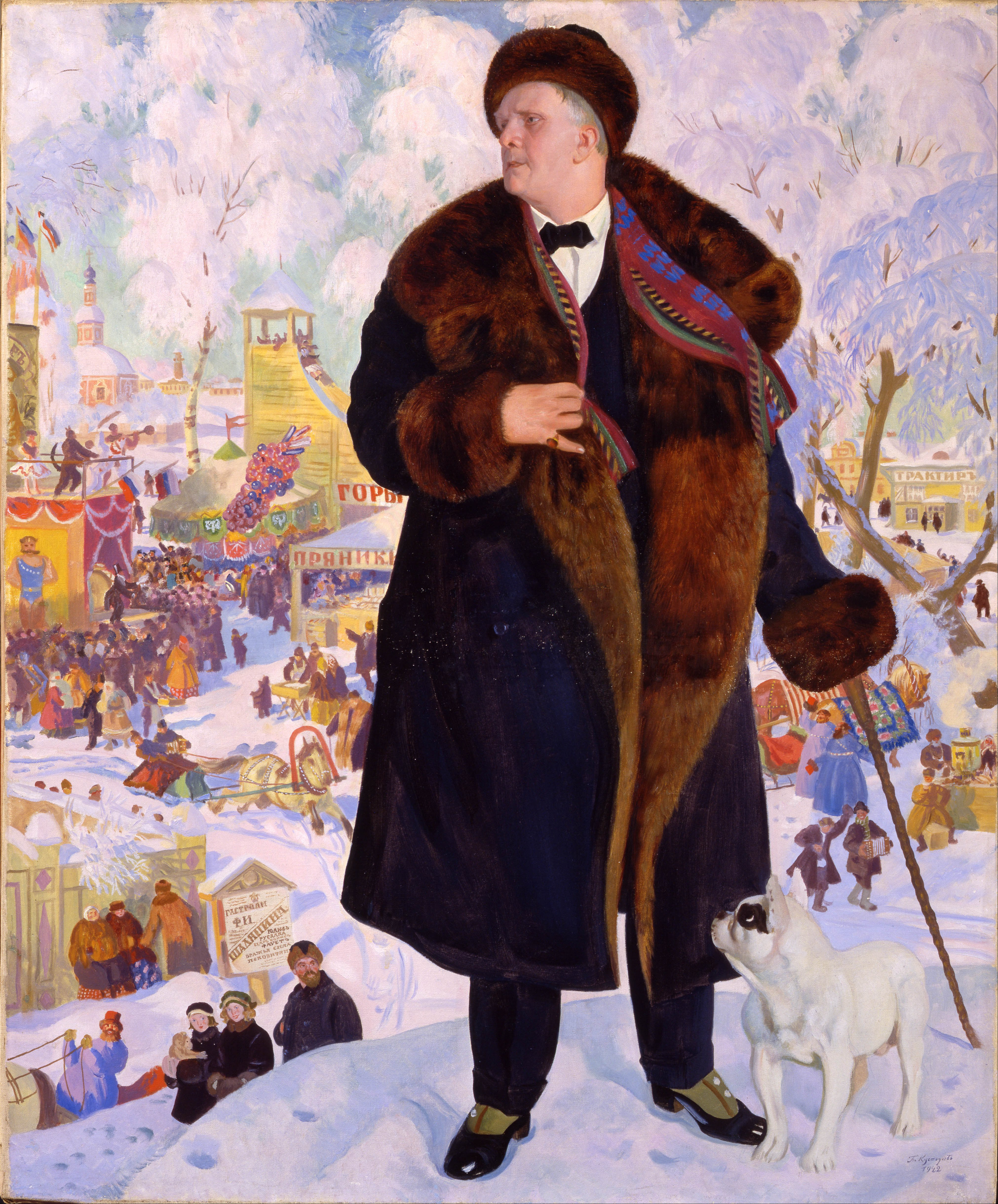
مغني الأوبرا الروسي فيودور شاليابين في معطف مبطن بالفراء. رسم بوريس كوستودييف (صورة لشاليابين (لوحة كوستودييف)) ، 1921.

البِطَانة في الخياطة والتفصيل، هي طبقة داخلية من القماش أو الفراء أو أي مادة أخرى يتم إدخالها في الملابس والقبعات والأمتعة والستائر وحقائب اليد والأشياء المماثلة.
توفر البطانات غطاءً داخلياً أنيقاً، فهي تُخفي الحشوَ، والحوافَّ الخام للدرزات، وتفاصيل الخياطة الأخرى. تقلل البطانة من إجهاد الملابس، مما يطيل مدة استخدامها. تسمح البطانة الناعمة للمعطف أو السترة بالانزلاق على الملابس الأخرى، وتضفي شعوراً دافئاً عند إرتدائها في الجو البارد.  
يُختارُ لون البطانة ليتماشى مع طراز المَلبس، ولكن قد تُستخدم بطانات منقوشة ومتباينة الألوان.